# Declaração de Independência da Albânia

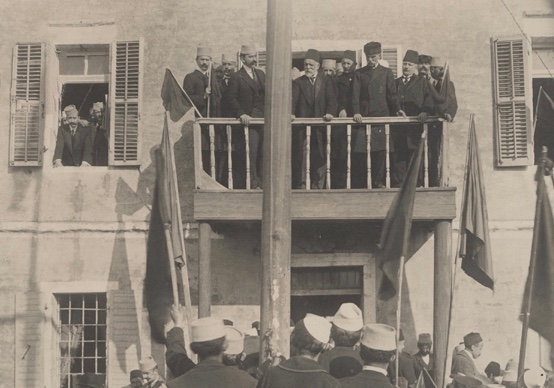
Ismail Qemali após a sessão do Assembleia de Vlorë declarando a população albanesa da decisão da independência.

A Declaração de Independência da Albânia (em albanês: Shpallja e Pavarësisë, ou Deklarata e Pavarësisë) é um dos momentos mais importantes da história da Albânia. Aconteceu em Vlorë em 28 de novembro de 1912 e é parte final do Despertar nacional da Albânia. Logo após a Declaração de independência da Albânia, o país foi ocupado pelos Estados membros da Liga Balcânica (Sérvia, Montenegro e Grécia). A ocupação da Albânia (1912-1913) ocorreu durante a Guerra dos Balcãs.

## Antecedentes
As primeiras faíscas da Primeira Guerra Balcânica em 1912 foram iniciadas pela insurreição albanesa entre 1908 e 1910, que foram direcionadas contra as políticas de consolidação dos Jovens Turcos no Império Otomano.
O sucesso da revolta albanesa de 1912 enviou um sinal forte aos países vizinhos que o Império Otomano estava enfraquecido . O Reino da Sérvia se opôs ao plano para um vilaiete albanês, preferindo uma partição do território europeu do Império Otomano entre os quatro aliados balcânicos . Os aliados balcânicos planejavam a partição do território europeu do Império Otomano entre eles e, entretanto, os territórios conquistados durante a Primeira Guerra Balcânica foram acordados para ter o status de Condomínio . Essa foi à razão que levou Ismail Qemali a organizar o Congresso Toda a Albânia em Vlorë.
Após o eventual enfraquecimento do Império Otomano nos Balcãs, a Sérvia, Grécia e Bulgária declararam guerra aos turcos e procuraram engrandecer suas respectivas fronteiras nos territórios remanescentes do Império. A Albânia foi invadida pela Sérvia pelo norte e pela Grécia no sul, restringindo o país, assim, a apenas um remendo de terra ao redor da cidade costeira do sul de Vlora. Em 1912, a Albânia, ainda sob a ocupação estrangeira, declarou a sua independência com a ajuda da Áustria-Hungria, e as grandes potências desenharam suas fronteiras atuais. A segurança do território da Albânia seria garantida pelas grandes potências sobre Tratado de Londres.

## Reconhecimento da Independência

### Esforços diplomáticos
Assim como as comunidades de albaneses estrangeiras tinham estimulado o fervor patriótico que gradualmente levaram à independência de sua pátria, por isso neste momento crítico que mais uma vez demonstraram a sua solidariedade. Em 1 de março de 1913, convocou-se um Congresso Albanês de Trieste, na Áustria. Houve 119 representantes em todos, vindo dos Estados Unidos, Romênia, Bulgária, Turquia, Egito, Itália e, claro, do novo estado em si. O Bispo Fan Noli de Boston foi um dos palestrantes.
O congresso reconheceu o governo provisório de Ismail Kemal, garantiu o seu apoio fiel, discutiu as fronteiras étnicas do novo Estado e enviou fortes resoluções para as capitais europeias e para a Conferência de Embaixadores de Londres, em seguida, em sessão, apelando para o seu reconhecimento da independência da Albânia e para o levantamento do bloqueio grego.

### Tratado de Londres e reconhecimento da independência

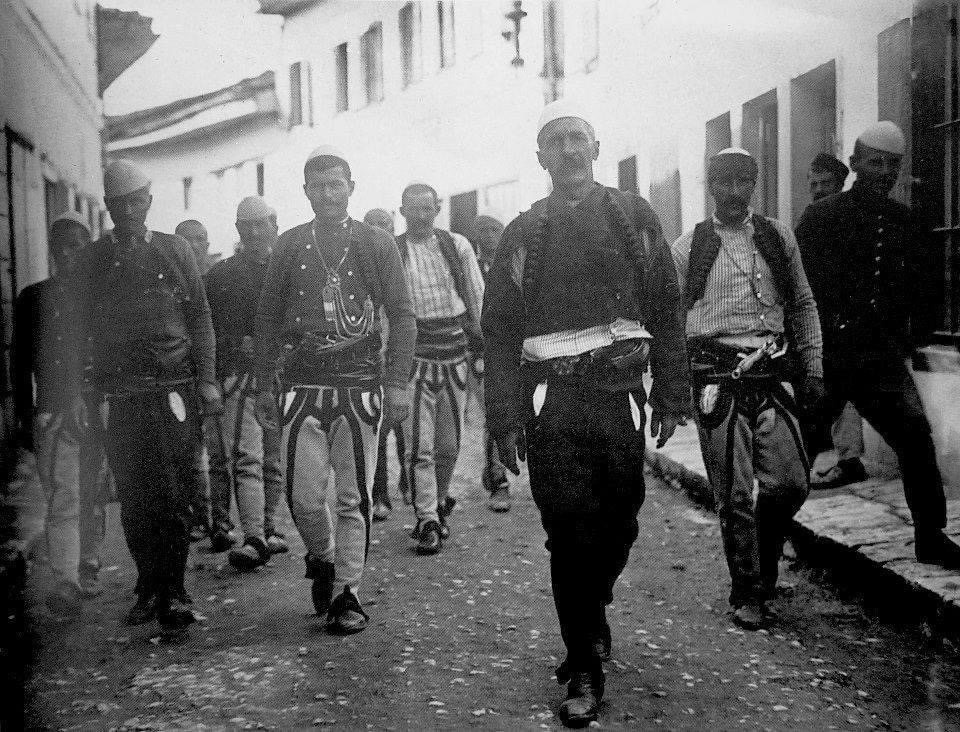
Isa Boletini e os seus homens do vilaiete do Cossovo nas ruas de Vlorë após a independência ser proclamada.

Em dezembro 1912, as grandes potências se reuniram em Londres para tratar de ajustes territoriais decorrentes da conclusão da Primeira Guerra Balcânica.
Depois de meses de disputas e de compromisso, sob a ameaça constante de uma guerra geral, a conferência anunciou a sua decisão formal em 17 de maio de 1913. A questão da independência albanesa que levou a Conferência dos Embaixadores em Londres, veio para discussão na sua primeira sessão. De acordo com o artigo II do Tratado, os seis embaixadores decidiram que a Albânia seria reconhecida como um estado autônomo sob a soberania do sultão otomano .
Após a fuga das guerras dos Balcãs, em 29 de Julho, os embaixadores decidiram reconhecer a total independência e soberania da Albânia. Foi previsto que o país seria governado por um príncipe europeu a ser eleito pelas potências. A neutralidade albanesa seria garantida em conjunto pelas seis grandes potências. Também se nomeou uma Comissão Internacional de Controle para a Albânia, a ser composta por um representante de cada uma das seis potências e um albanês. Esta comissão iria supervisionar a organização, as finanças e a administração do governo albanês por um período de 10 anos. Oficiais holandeses iriam organizar a polícia.
A delimitação das fronteiras do novo Estado deixou um número significativo de comunidades albanesas fora do país. Essa população foi muito dividida entre o Montenegro e a Sérvia (que então incluía a atual República da Macedónia). Um grande número de albaneses, assim, encontraram-se sob domínio sérvio. Ao mesmo tempo, uma rebelião no sul do país pelos gregos locais, levou à formação da República Autônoma do Norte de Epiro nas províncias do sul (1914). Após um período de instabilidade política provocada durante a Primeira Guerra Mundial, o país adotou uma forma republicana de governo em 1920.A segurança do território da Albânia foi garantida por uma declaração da Liga das Nações de 9 de novembro de 1921, que confiou a defesa desse estado para a Itália 

## Ver Também
- Liga de Prizren
- Governo Provisório da Albânia
- Principado da Albânia